# تشارلز بيلنغسلي
تشارلز بيلنغسلي (بالإنجليزية: Charles Billingsley)‏ هو كاتب أغاني ومغني أمريكي، ولد في 7 يناير 1970.

## وصلات خارجية
- تشارلز بيلنغسلي على موقع ميوزك برينز (الإنجليزية)